# Epikrates z Rodos
Epikrates (III/II w. p.n.e.) – grecki dowódca okrętów z Rodos. Uczestniczył w rodyjskich wyprawach przeciw piratom z Morza Śródziemnego, jak również w II wojnie macedońskiej i wojnie Rzymu z Antiochem III.

## Życiorys
Był synem Polistratosa. Uczestniczył w zwalczaniu piratów i dowodził flotą ojczystego polis podczas II wojny Rzymu z Macedonią, w której Rodos opowiedziało się po rzymskiej stronie. 
Między rokiem 200 a 197 p.n.e. Epikrates został uhonorowany przez obywateli Delos dekretem, w którym pochwalono jego zasługi w walce z piratami i zapewnieniu bezpieczeństwa na morzu. Treść dokumentu zachowała się w inskrypcji. Był jednym z wielu Rodyjczyków wyróżnionych w ten sposób za działania antypirackie i wyzwalanie ludzi porwanych w niewolę.
Wziął udział w wojnie pomiędzy republiką a Antiochem III, bowiem i w tym konflikcie Rodos wystąpiło po stronie rzymskiej. W jej trakcie, w 190 roku p.n.e., dowodząc dwoma trójrzędowcami, został wysłany przez pretora Gajusza Liwiusza Salinatora z rejonu Samos, z zadaniem pokonania piratów Hybristasa, bazujących na Kefallenii, którzy atakowali transporty zboża z Sycylii, płynące do rzymskiej floty. 
Zadania tego nie wykonał, bowiem w Pireusie spotkał pretora Lucjusza Emiliusza Regillusa, który miał przejąć komendę od Salinatora. Nowy rzymski dowódca skierował większość okrętów, z którymi przypłynął w rejonie Kefallenii, tak że do dyspozycji miał tylko dwa pięciorzędowce. Obawiając się zagrożenia ze strony floty seleukidzkiej, która niedawno pokonała eskadrę Rodyjczyków pod Panormos, nakazał Epikratesowi towarzyszyć sobie w rejsie na Samos. Podróż przebiegła bez żadnych zagrożeń ze strony przeciwnika. Na wyspie Regillus zorganizował naradę wojenną z udziałem swojego poprzednika, króla Pergamonu Eumenesa oraz Epikratesa. W jej trakcie Rodyjczyk, podobnie jak Eumenes, sprzeciwił się prowadzeniu blokady Efezu. Przekonywał, że lepszym rozwiązaniem będzie wyruszenie floty na południe i uderzenie na Patarę, stolicę Licji, w celu wymuszenia na krainie przystąpienia do sojuszu przeciw Antiochowi. Jego propozycja była wyrazem interesów Rodos w tej wojnie – chęci opanowania w pełni mórz wokół wyspy i zdobycia nowych przyczółków na wybrzeżu Azji Mniejszej. Regillus dał się przekonać do pomysłu Epikratesa i podjął dwie wyprawy przeciw Licyjczykom, lecz obie zakończyły się niepowodzeniem.